# 托马斯·黑斯勒
托马斯·哈斯勒（德語：Thomas Häßler，德語發音：[ˈtoːmas ˈhɛslɐ];，1966年5月30日—），德国前足球运动员，现已退役。他是1990年世界杯冠軍隊成員，亦為德國贏得1996年歐洲國家杯。
他是全能型的中場，雖然個頭矮小但體能充沛，巔峰時期的他在場上攻守兩端都有極大影響力，能在己方半場攔截鏟球、又能親自帶球深入对方禁區進攻，踢自由球也有一定水準。

## 生平
希士拿在柏林的一家球會展開其職業球員生涯，1983年轉會至科隆，他在球會上陣149場聯賽，取得17個入球。他於1988年已入選德國國家隊出賽，在1990年世界杯中贏得冠軍。1992年國際足總世界足球先生的第三名。
不久希士拿以1500萬馬克的身價轉到意大利大球會祖雲達斯。當時不少德國國腳是在意甲聯賽打滾，如屬世界杯冠軍隊成員的克林斯曼、马特乌斯和正是。不過希士拿僅效力祖雲達斯一年，又以1500萬馬克身價轉投至另一支意甲球會罗马。
1994年，哈斯勒重返德甲，来到卡尔斯鲁厄队。卡尔斯鲁厄队为此支付了700万马克。有了哈斯勒，卡队得以长期保持在德甲的前六名。1998年，哈斯勒令人惊讶的与卡队中断合同，他隨即轉投德甲的多蒙特、慕尼黑1860等。2003年他轉投奧地利球會效力薩爾茨堡後，便以38歲高齡宣告退役。
希士拿在這段期間仍有為國家隊出賽，包括了1992年歐洲國家杯、1994年世界杯、1996年歐洲國家杯和1998年世界杯。其中1996年的歐洲國家杯希士拿取得了冠軍，是德國統一後首個大型賽事錦標。原本及後因年事已高而不再被徵召，但國家隊有成員極力慫恿希士拿重返國家隊，其中尤以國家隊隊長為首。結果希士拿得以重召入伍，但這次他不但沒有為國家隊取佳績，還以一和二負成績首圈出局。之後他亦再沒有入選國家隊。
他目前是科隆球會助理行政總裁。

## 榮譽
- 世界杯冠軍：1990
- 欧锦赛冠軍：1996
- 1989年，1992年德国年度最佳球员
- 1992年欧锦赛最佳球员
- 1992年國際足總世界足球先生第三名